# Бял-Ізвор (Старозагорська область)
Бял-І́звор (болг. Бял извор) — село в Старозагорській області Болгарії. Входить до складу общини Опан.

## Населення
За даними перепису населення 2011 року у селі проживали 308 осіб.
Національний склад населення села:
| Національність   | Кількість осіб | Відсоток |
| ---------------- | -------------- | -------- |
| болгари          | 297            | 98,0%    |
| цигани           | 4              | 1,3%     |
| Всього відповіли | 303            |          |

Розподіл населення за віком у 2011 році:
Динаміка населення: